# إسماعيل يانجو
إسماعيل يانجو (مواليد 12 سبتمبر 1993) هو لاعب كرة قدم بوركينابي .
لعب سابقاً في مصر في أندية بلدية المحلة ومصر المقاصة والنصر و نادي رأس الخيمة الإماراتي ونادي رايل كلوب دو كاديوغو البوركينابي ونادي العروبة السعودي .